# Jacques Simonet
Jacques Simonet (Watermael-Boitsfort, 21 dicembre 1963 – Anderlecht, 14 giugno 2007) è stato un politico belga, membro del Movimento Riformatore ed ex Ministro presidente della Regione di Bruxelles-Capitale.

## Biografia
È figlio di Henri Simonet, ex ministro del Partito Socialista e per molti anni sindaco di Anderlecht. Sua madre Marie-Louise Angenet ha insegnato alla Vrije Universiteit Brussel.
È nato a Watermael-Boitsfort, nella Regione di Bruxelles-Capitale. Ha studiato giurisprudenza all'Université libre de Bruxelles. Sposato con Véronica Labe, notaio, nel 1988; ha avuto due figli. Entrato in politica come attivista studentesco nella Fédération des étudiants libéraux, un partito di destra, divenne in seguito membro del Movimento Riformatore.
Simonet è stato sindaco di Anderlecht dal 2000 fino alla sua morte e Ministro presidente della Regione di Bruxelles-Capitale dal 15 luglio 1999 al 18 ottobre 2000. È stato segretario di Stato per gli affari europei del Belgio dal 12 luglio 2003 al 12 febbraio 2004, quando Divenne Ministro presidente di Bruxelles per la seconda volta dopo le dimissioni di Daniel Ducarme a seguito delle rivelazioni delle tasse non pagate di Ducarme sul quotidiano L'Avenir. Ha guidato la lista MR nelle elezioni del giugno 2004, perdendo contro i socialisti guidati dall'ex ministro-presidente Charles Picqué e rinunciò alla presidenza di ministro un mese dopo.
Simonet è stato ricoverato in ospedale il 9 settembre 2006 come risultato di un'embolia polmonare. Nelle elezioni successive dell'8 ottobre 2006 è stato rieletto sindaco di Anderlecht con 8500 voti favorevoli. Il 14 giugno 2007 è morto improvvisamente per un attacco di cuore a soli 43 anni.